# Кейм МакДоннелл
Кейм МакДоннелл (англ. Caimh McDonnell) — ірландський письменник, який довгий час працював стендап-коміком і писав сценарії для телебачення. Всесвітню славу автору принесли захопливі кримінальні романи та паранормальні фентезі з елементами гумору.

## Біографія
Кейм МакДоннелл народився у 1975 році в Лімерику (четвертому  за чисельністю жителів місті в Ірландії). Потім сім'я майбутнього письменника переїхала до Дубліна. Після закінчення школи Кейв вступив й успішно закінчив Дублінський міський університет, де здобув ступінь спеціаліста з електронної інженерії. Відразу після університету почав працювати за фахом, збираючи комп'ютерні сервери.
Далі кар'єра К. МакДоннелла стрімко міняється. Він стає стендап-коміком, а згодом — телевізійним сценаристом.
Як професійний стендап-комік МакДоннелл виступав на багатьох майданчиках. Писав сценарії для кількох шоу в Единбурзі, підтримував таких виконавців, як Сара Міллікан і Гері Делейні. Робота над сценаріями забезпечила йому участь у найбільших тематичних комедійних шоу на британському телебаченні: The Sarah Millican Television Programme, Mock the Week і Have Got News for You. Сценарії для дитячих телепередач принесли МакДоннеллу номінацію на премію BAFTA (за мультсеріал CBBC Pet Squad).
У 2016 році виходить дебютна перша частина міжнародного бестселера «Дублінська трилогія». Книга перша має назву «Людина з одним із тих облич». Дія роману відбувається в Дубліні — рідному місті автора. Жанр твору — комедійний кримінальний трилер. Книга була номінована на найкращий роман на премії CAP 2017. Згодом автор написав продовження. Крім першої частини, в серію «Дублінську трилогію» входять:
- «День, який ніколи не настане»  (2017)
- «Ангели в місячному світлі» (2017) (приквел)
- «Останні вказівки»(2018)
- «Гріхи мерця»(2021)
- «Блюз вогняної води» (2022)
- «Сімейні цінності» (2022)
- «Втеча від перемоги» (2023) (новела)
- «Щасливий син» (2024).

Паралельно письменник працював над серією книг про детектива Банні МакГаррі. В серію Банні МакГаррі (США) входять романи:
- «Disaster Inc»  (2018)
- «Я згрішив»  (2019)
- «Тихий чоловік»  (2020)
- «Інші плани» (2023)

Обидві серії книжок  були перекладені кількома різними мовами та вибрані для екранізації.
«Disaster Inc» — перша книжка серії про Банні МакГаррі, героя схваленої критиками «Дублінську трилогію». Критики стверджують, що в романі вдало поєднується високооктанова дія з виразною ірландською терпкістю. Друга книга — «Я згрішив» увійшла до короткого списку премії Kindle Storyteller Award у 2019 році.
Серія «MCM розслідування» — це детективні романи про агентство Пола Малкрона та Бріджет, які займаються новими справами.
- «Фінальна гра»  (2020)
- «Дечі мусить померти»  (2022)

Також автор написав роман, який не входить ні в одну серію  – «Ласкаво просимо в нікуди» (2020).
Помітною й не менш знаменитою стала серія К. МакДоннелла Stranger Times. Тут автор об'єднує жанр міського фентезі з описами паранормальних явищ. Читачам сподобався оригінальний стиль, сюжетна лінія та гумор письменника.
Серія Stranger Times містить 4 романи:
- «Чужі часи»  (2021) — «Цей химерний світ» BookChef
- «Цей чарівний чоловік»  (2022) — «Надзвичайний хтось» BookChef
- «Любов нас розлучить» (2023)
- «Запали мій вогонь ще раз» (2024)

Серія книг Stranger Times була номінована й увійшла до короткого списку премії The New Kid on the Block Dead Good Reader Award 2022. Також стала переможцем у номінації «Найкраща аудіо робота» на British Fantasy Awards 2023.
Зараз письменник живе в Манчестері. Його часто можна побачити в садку біля будинку, де він гуляє зі своїми собаками Діллером і Джексоном. Як і завжди, Кейм МакДоннелл працює над своєю наступною книгою.

## Український переклад
Видавництво BookChef здійснило переклад найцікавіших творів К. МакДоннелла. Українські читачі можуть насолоджуватися серією «Дублінська трилогія» (три книги + приквел до неї) та серією «Цей химерний світ» («Цей химерний світ», «Надзвичайний хтось»).
Серія «Дублінська трилогія»:
Книга 1К. МакДоннелл  «Людина з одним із тих облич». Переклад з англійської: Ольга Макарова — Київ: BookChef, 2023, — 384 с. ISBN 978-617-548-139-4 (палітурка).
Книга 2К. МакДоннелл «День, який ніколи не настане». Переклад з англійської: Ольга Макарова — Київ: BookChef, 2023, — 384 с. ISBN 978-617-548-161-5 (палітурка).
Книга 3К. МакДоннелл «Останні вказівки». Переклад з англійської: Ольга Макарова — Київ: BookChef, 2024, — 368 с. ISBN 978-617-548-196-7 (палітурка).
Книга 0К. МакДоннелл  «Ангели в місячному світлі». Переклад з англійської: Ольга Макарова — Київ: BookChef, 2023, — 352 с. ISBN 978-617-548-188-2 (палітурка).
Серія «Цей химерний світ»:
Книга 1К. МакДоннелл  «Цей химерний світ». Переклад з англійської: Ольга Макарова — Київ: BookChef, 2024, — 416 с. ISBN 978-617-548-247-6 (палітурка).
Книга 2К. МакДоннелл  «Надзвичайний хтось». Переклад з англійської: Ольга Макарова — Київ: BookChef, 2025, — 480 с. ISBN 978-617-548-354-1 (палітурка)